# Große Internationale Pferde-Eisenbahn-Gesellschaft
Die Große Internationale Pferdebahn-Eisenbahn-Gesellschaft war ein Berliner Pferdebahnunternehmen in der Frühphase der Geschichte der Straßenbahn in Berlin. Die Gesellschaft bestand von 1872 bis 1886 und war Eigentümer einer rund fünf Kilometer langen Strecke, verfügte aber weder über eigene Pferde und Wagen noch über eigenes Personal.

## Geschichte
Der dänische Ingenieur A. W. Møller, der sich zeitgleich mit der Anlage von Pferdestraßenbahnen in Kopenhagen und Hamburg befasste, erhielt am 11. Dezember 1863 vom preußischen Handelsminister von Itzenplitz die Erlaubnis zur Anlage und zum Betrieb einer Pferdebahn von Berlin nach Charlottenburg für fünf Jahre. Nach einer eingehenden Prüfung des Vorhabens kam es zu geringfügigen Änderungen im Verlauf. Møller äußerte zudem den Wunsch nach einer Verlängerung der Konzession auf zehn Jahre und die Aufnahme einer weiteren Linie vom Dönhoffplatz durch die Leipziger Straße und Potsdamer Straße nach Schöneberg. Beiden Vorhaben wurde in der am 23. März 1864 erteilten Konzession entsprochen. Am 11. April desselben Jahres erlaubte das Ministerium die Übertragung der Konzession auf eine Gesellschaft, um die Finanzierung des Vorhabens zu erleichtern. Die daraufhin gegründete Berliner Pferde-Eisenbahn-Gesellschaft E. Besckow sollte beide Strecken einrichten, wofür Kosten in Höhe von 510 000 Taler (1 530 000 Mark) vorgesehen waren. Da die Gesellschaft nur die 280 000 Taler (840 000 Mark) für Charlottenburger Linie aufbringen konnte, behielt Møller die Konzession für die Linie Schöneberger Linie ein. Für den Bau der Linie sollen zudem Einsprüche von Anliegern und straßenrechtliche sowie straßenbautechnische Probleme bestanden haben. Unter anderem waren die Freilegung und Verbreiterung des Potsdamer Platzes, der Potsdamer Straße und der Potsdamer Brücke notwendig.
Zusammen mit Hermann Geber ersuchte Møller bei der Berliner Stadtverordnetenversammlung 1872 um Zustimmung für den Bau der Schöneberger Linie. Als Entschädigung für die aufzubringenden Kosten verlangten sie darüber hinaus die Konzession für eine weitere Linie. Der Berliner Magistrat lehnte das Vorhaben im Einvernehmen mit der Stadtverordnetenversammlung ab. Møller verkaufte die Konzession an die Große Internationale Pferde-Eisenbahn-Gesellschaft. Diese war am 9. oder 15. März 1872 gegründet worden. Gründer waren Hermann Geber, Eduard Stahlschmidt, Hermann Leubuscher, Stadtrat Harnecker und Bankier Ferdinand Jacques.
Die „Große Internationale“ konnte in den nachfolgenden Jahren die erforderlichen Mittel zum Bau der Strecke Dönhoffplatz – Leipziger Platz – Potsdamer Platz – Schöneberg nicht aufbringen. Anfang 1878 forderte der Berliner Polizeipräsident binnen vier Wochen die Hinterlegung von 510 000 Mark Kaution bei Verfall der Konzession im Unvermögensfalle. Die Gesellschaft trat daher an die Große Berliner Pferde-Eisenbahn (GBPfE) heran, die daraufhin den Bau auf Rechnung übernahm. Am 1. April 1879 ging die Linie vom Leipziger Platz über Potsdamer Platz bis zur Lützowstraße in Betrieb. Zwischen Potsdamer Platz und Leipziger Platz wurden die Gleise der GBPfE benutzt. Am 24. April 1879 folgte der Abschnitt von der Lützowstraße bis zum Schöneberger Dorfanger an der Hauptstraße. Personal und Wagen stellte die GBPfE.
Am 1. Juli 1879 schloss die „Große Internationale“ mit der „Großen Berliner“ einen Betriebsüberlassungsvertrag ab, in deren Folge die erste Gesellschaft 1886 liquidiert wurde. Die anfänglich auch in der Konzession enthaltene Teilstrecke vom Dönhoffplatz zum Leipziger Platz ging am 7. November 1880 in Betrieb und befand sich von Beginn an im Eigentum der GBPfE.